# مشروع البريد الإلكتروني بالعناوين العربية

علامة آت المستعملة في عناوين البريد الإلكتروني

مشروع البريد الإلكتروني بالعناوين العربية أو رسيل هو مشروع يهدف إلى فهم متطلبات تقديم خدمة البريد الإلكتروني بالعناوين العربية، والتحديات التي قد تعوق ذلك، من خلال بناء موقع يقدم خدمة البريد الإلكتروني بالعناوين العربية على الإنترنت ( حالياً تقدّم الخدمة بشكل تجريبي ) ويقدم أهم الخدمات الأساسية المتعارف عليها في البريد الإلكتروني. ويتضمن العمل في المشروع أيضا البحث في الجوانب اللغوية والفنية والتنظيمية بعد فهم التجارب والممارسات الدولية وكل ما يتطلبه تحقيق الهدف الأساسي ويؤدي إلى نجاحه.

## الحاجة والدوافع[2]
هناك عدّة احتياجات ودوافع لإنشاء بريد إلكتروني بعنوان عربي، وهي:
- أن يكون البريد الإلكتروني بعنوان عربي امتداداً للنطاقات العربية التي تم تفعيلها عام 2010م.
- المحافظة على اللغة العربية وعدم التخلي عنها.
- قلة عدد العرب اللذين يتحدثون لغات أخرى غير العربية.[3]
- الأحرف الإنجليزية عاجزة عن تمثيل الأحرف العربية.
- حق المستخدم العربي في استخدام لغته.
- تشجيع المستخدم العربي على استخدام الإنترنت.

## عن المشروع
في يوم 22 مايو 1999م تم توقيع اتفاقية بين مدينة الملك عبد العزيز للعلوم والتقنية و هيئة الاتصالات وتقنية المعلومات السعودية لتنفيذ عدد من المشاريع، وكان أولها مشروع البريد الإلكتروني بالعناوين العربية ( رسيل ).
وتم الانتهاء من تطوير المشروع في يوم 1 محرم 1433هـ، الموافق 26 نوفمبر 2011، ومنذ ذلك التاريخ وحتى اليوم والمشروع تحت التجربة.

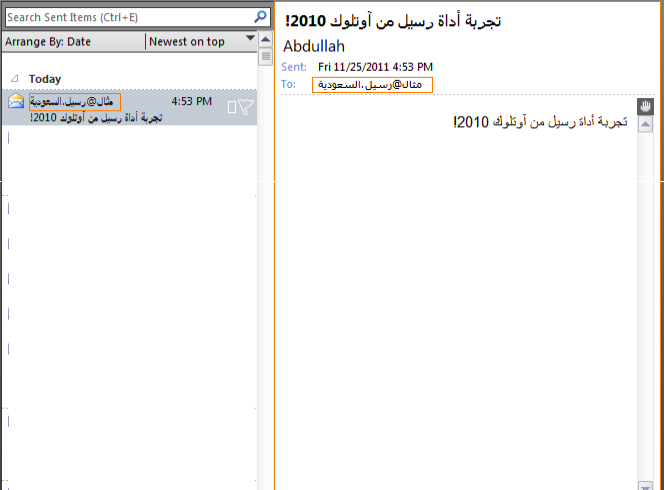
لقطة شاشة لرسيل من خلال برنامج Outlook2010

وفي عام 2016م أعلنت هيئة الاتصالات وتقنية المعلومات السعودية أن مشروع رسيل حقق نجاحاً في معظم الاختبارات «بجودة عالية» خلال تجربة مقارنة دولية قام بها خبراء دوليين على أنظمة بريد إلكتروني عالمية تدعم عناوين بلغات مختلفة.

## مستقبل المشروع
يتخلص مستقبل مشروع رسيل بالتالي:
- تطوير المزيد من الأدوات التي تدعم عناوين بريد إلكتروني عربية، كتطبيقات الجوّال والويب وسطح المكتب.
- دراسة المزيد من الآليات لدعم رسائل البريد الإلكتروني باللغة العربية بخلاف بيونيكود ( Punycode ).